# Orongoj (wieś)
Orongoj (ros. Оронгой) – wieś (ułus) w Rosji, w Buriacji, w rejonie iwołgińskim. W 2010 liczyła 1760 mieszkańców.